# Isola Helena
L'isola Helena è un'isola disabitata del territorio di Nunavut, in Canada.

## Geografia
L'isola appartiene al gruppo delle isole della Regina Elisabetta, nell'arcipelago artico canadese. A sud-est, lo stretto Sir William Parker la separa dall'isola Bathurst. A nord-ovest si trova invece la piccola isola Seymour.
La superficie totale dell'isola è di 327 km², con 41 km di lunghezza per 12,8 km di larghezza.
I punti di riferimento più importanti sull'isola sono Devereux Point a nord, Noel Point ad ovest e Cape Robert Smart a sud.